# 角黄耆
角黄耆（学名：Astragalus ceratoides）为豆科黄芪属的植物。分布在阿尔泰、哈萨克斯坦、西伯利亚以及中国大陆的新疆等地，生长于海拔1,400米至1,800米的地区，多生在砾石山坡阳处或草原牧场等地，目前尚未由人工引种栽培。